# Anne-Marie Duff
Anne-Marie Duff-McAvoy (8 de Outubro de 1970) é uma atriz britânica, nascida em Chiswick, Londres. É mais conhecida por interpretar Elizabeth I em The Virgin Queen.

## Vida pessoal
Foi casada com o também ator escocês, James McAvoy, de 2006 a maio de 2016, com quem contracenou na série Shameless. Ela deu à luz o primeiro filho do casal em 2010.

## Prêmios e Indicações
BAFTA
- 2010: Best Supporting Actress por Nowhere Boy — indicada
- 2007: Best Actress por Elizabeth I: A Rainha Virgem (2005) — indicada
- 2006: Best Actress por Shameless (2004) — indicada
- 2005: Best Actress por Shameless (2004) — indicada

BAFTA Cymru
- 2008: Best Actress por The History of Mr Polly (2007) — venceu

Broadcasting Press Guild
- 2005: Best Actress por Shameless (2004) — venceu

Evening Standard British Film Awards
- 2010: Best Actress por Nowhere Boy (2009)[2]

Irish Film and Television Awards
- 2008: Melhor Atriz Coadjuvante em Longa-metragem por Garage (2007) — nominated
- 2007: Melhor Atriz Coadjuvante em TV por Elizabeth I: A Rainha Virgem (2005) — nominated
- 2005: Melhor Atriz em TV por Shameless (2004) — nominated
- 2004: Melhor Atriz em um Drama de TV por Shameless (2004) — winner

Royal Television Society
- 2006: Best Female Actor for Shameless (2004) — nominated

## Filmografia

### Cinema
| Ano  | Filme                 | Título em Português          | Personagem    |
| ---- | --------------------- | ---------------------------- | ------------- |
| 2001 | Enigma                | pt: Enigma                   | Kay           |
| 2002 | The Magdalene Sisters | pt: Em Nome de Deus          | Margaret      |
| 2006 | Notes on a Scandal    | pt: Notas Sobre um Escândalo | Annabel       |
| 2007 | Garage                |                              | Carmel        |
| 2007 | The Waiting Room      |                              | Anna          |
| 2008 | French Film           |                              | Sophie        |
| 2009 | Is Anybody There?     | pt: Tem Alguém Aí?           | Mum           |
| 2009 | The Last Station      | pt: A Última Estação         | Sasha Tolstói |
| 2009 | Nowhere Boy           | pt: O Garoto de Liverpool    | Julia Lennon  |
| 2015 | Suffragette           | pt: As Sufragistas           | Violet Miller |

### Televisão
- Margot … Margot Fonteyn; 30 November 2009, BBC Four (director: Otto Bathurst)[3]
- Pop Britannia … Narrator; 11 January 2008, BBC Four
- The History of Mr Polly … Miriam; 7 May 2007, ITV1 (director: Gillies MacKinnon)
- Born Equal … Michelle; 17 December 2006, BBC One (director: Dominic Savage)
- Elizabeth I: A Rainha Virgem … Rainha Elizabeth; 22 January – 12 February 2006, BBC One (director: Coky Giedroyc)
- Shameless … Fiona Gallagher 13 January 2004 – 8 March 2005, Channel 4
- Charles II: The Power and the Passion … Princess Henrietta of England; November–December 2003, BBC One (director: Joe Wright)
- Doctor Zhivago … Olya; 24 November – 8 December 2002, ITV1 (director: Giacomo Campiotti)
- Wild West … Holly; October/December 2002, BBC One
- Sinners … Anne Marie/Theresa; 26 March 2002, BBC (director: Aisling Walsh)
- The Way We Live Now … Georgiana; 11 November – 2 December 2002, BBC One (director: David Yates)
- Aristocrats … Louisa; 20 June 1999, BBC (director: David Caffrey)
- Amongst Women … Sheila; 15 July 1998, BBC (director: Tom Cairns)
- Parade's End; 2012

### Teatro
- Cause Célèbre … Alma Rattenbury; 2011
- Saint Joan … Joan; 2007
- The Soldier's Fortune … Lady Dunce; 2007
- Days of Wine and Roses … Mona; 2005
- The Playboy of the Western World … Pegín maidhc; 2004
- The Daughter In Law … Minnie; 2002
- A Doll's House … Nora; 2000
- Collected Stories … Lisa; 1999–2000
- Vassa … Lyudmila; 1999
- King Lear … Cordelia; 1997–98
- War and Peace … Natasha; 1996
- Peter Pan … Wendy; 1995–96
- La Grande Magia … Amelia; 1995
- The Mill on the Floss … First Maggie; 1994
- Uncle Silas … Maud Ruthyn; 1994

### Radio e audio
- Kingdom of the Golden Dragon … narrator; 2007, radio drama
- Look Back in Anger … Alison; 2006, rehearsed reading
- The Possessed … Liza/Marya; 2006, radio drama
- The Queen at 80 … narrator; 2006, radio series
- Othello … Desdemona; 2005, audiobook
- Ears Wide Open … Diane; 2005
- Jane Eyre … narrator; 2004
- Life Half Spent … 2004, radio play
- A Time That Was  … 2001, radio drama
- The Diary of a Provincial Lady … 2000, radio series
- The Art of Love … Cypassis; 23 May 2000, BBC Radio 4
- Twelfth Night … Viola; 1998